# Wirowanie frakcjonujące
Wirowanie frakcjonujące – jedna z technik laboratoryjnych służąca do rozdzielania mieszaniny na frakcje lub wzbogacaniu (w wirówkach wzbogacających).
W rotorze wirówki wytwarzana jest siła kilkaset tysięcy razy przewyższająca ziemską grawitację. Następuje opadanie cząstek i ustawianie się ich w równowadze do gradientu stężeń. W procesie wirowania następuje migracja cząsteczek w gradiencie, gdy ich molekularna gęstość jest zrównoważona gęstością separującego roztworu dana grupa molekuł zajmuje zwarte określone miejsce. 
Po zakończeniu wirowania można pożądane frakcje zebrać i użyć do dalszych eksperymentów. Ewentualnie całość spuszcza się powoli poprzez urządzenie pomiarowe np. spektrofotometr lub rozkrapla się do karuzeli probówek. Jeżeli wirowanie odbyło się pomyślnie to widać wyraźne prążki poszczególnych frakcji. W biologii molekularnej wirowanie frakcjonujące służy do rozdzielania poszczególnych organelli komórkowych, DNA, błon komórkowych zależnie od preparatu i celu separacji. Wirowanie frakcjonujące bywa też metodą rozdzielania polimerów na frakcje o różnej masie cząsteczkowej a także jest stosowane do rozdzielania mikrożeli.
Rozróżniamy dwa rodzaje gradientów stężeń i związane z tym metody wirowania separującego:
- przygotowane przed wirowaniem, np. sacharozowe, glikolowe. Preparat nanosi się na górę roztworu separującego. Gradient preparuje się mieszając stężony roztwór z rozcieńczonym nanosząc stopniowo od dołu i zwiększając ilość rozcieńczonego w miarę napełniania wirówkowej probówki.

- ustalające się samoczynnie podczas wirowania, np. CsCl; preparat rozmieszcza się w całości roztworu.

Szybkość obrotowa rotorów stosowanych do wytwarzania gradientu CsCl jest rzędu 100 krpm (tysięcy obrotów na minutę), czas wirowania kilka - kilkanaście godzin.